# Grão-Ducado de Hesse
O Grão-Ducado de Hesse e do Reno (alemão: Großherzogtum Hessen und bei Rhein) ou, entre 1806 e 1816, Grão-Ducado de Hesse (alemão: Großherzogtum Hessen), foi uma continuação do Condado de Hesse-Darmstadt.
O príncipe regente veio da Casa de Hesse e levou a expansão de seu reino para a margem esquerda do rio Reno após o ex-Palatinado do Reno. O título oficial era Grão-Duque de Hesse e do Reno.
Após a anexação pelo Reino da Prússia do Grão-Ducado de Hesse-Kassel, em 1866, manteve-se como o último estado independente de Hesse e por isso é considerado um dos antecessores dos estados federais.
A capital da nação foi Darmstadt, outras cidades importantes foram Mogúncia, Offenbach, Worms e Gießen.

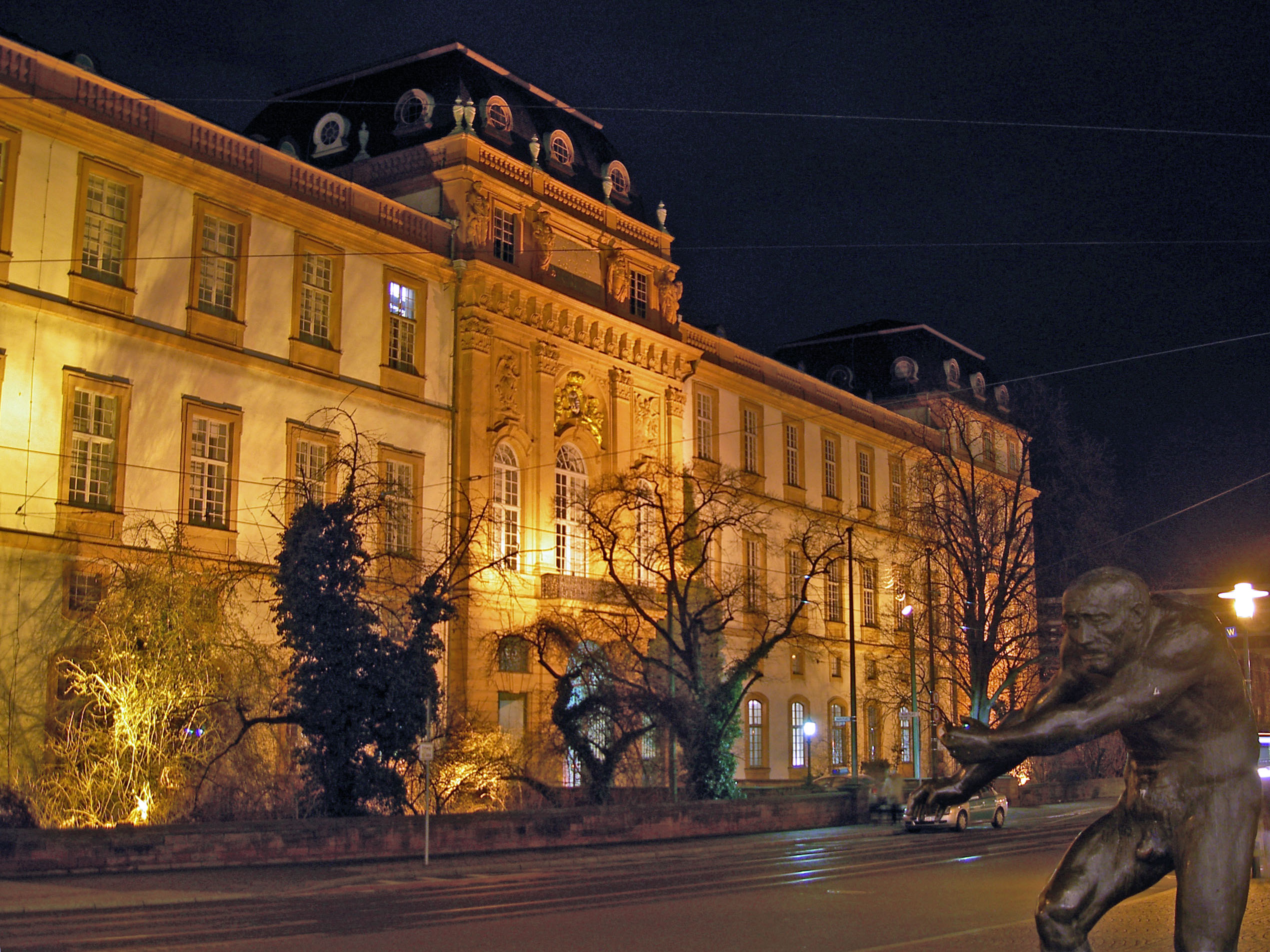
Residenzschloss ou "Palácio Real" em Darmstadt, residência oficial do grão-duque

## Geografia
A parte do grão-ducado na margem direita do Reno estava no sul e centro do estado atual de Hesse, na margem esquerda, no que é agora o estado da Renânia-Palatinado.  Além das grandes planícies do Reno (Hessian Ried), Main e Wetterau também incluiu montanhas como o Vogelsberg e Odenwald ao território.
- O território limítrofe
  - a oeste com o Palatinado da Baviera e da Prússia (Província do Reno)
  - ao sul com Baden
  - com o exclave de Wimpfen em Württemberg e Baden,
  - um enclave, que consistia em metade da aldeia Helmhof em Baden, na parte leste da Baviera,
  - no nordeste e norte do Eleitorado de Hesse, Localizado entre o Eleitorado Vöhl,
  - no círculo de Hesse e do Principado de Waldeck: com enclaves no norte Eimelrod Höringhausen e fechado pelo Principado de Waldeck
  - no noroeste do Condado de Wetzlar, um enclave do Reno na província prussiana de Hesse-Homburgo em Nassau.

Entre as duas principais partes do território estava a Cidade Livre de Frankfurt.
Hesse-Homburgo caiu em 1866 como herdeiro do Grão-Ducado de Hesse-Darmstadt, no mesmo ano, mas teve de ser cedido ao Reino da Prússia. Da mesma forma, o distrito de Biedenkopf, interior de Hesse, Hesse-Cassel, Nassau e Frankfurt foram anexadas em 1866 pela Prússia. Todas estas áreas formaram em 1868 a nova província prussiana de Hesse-Nassau.

## História

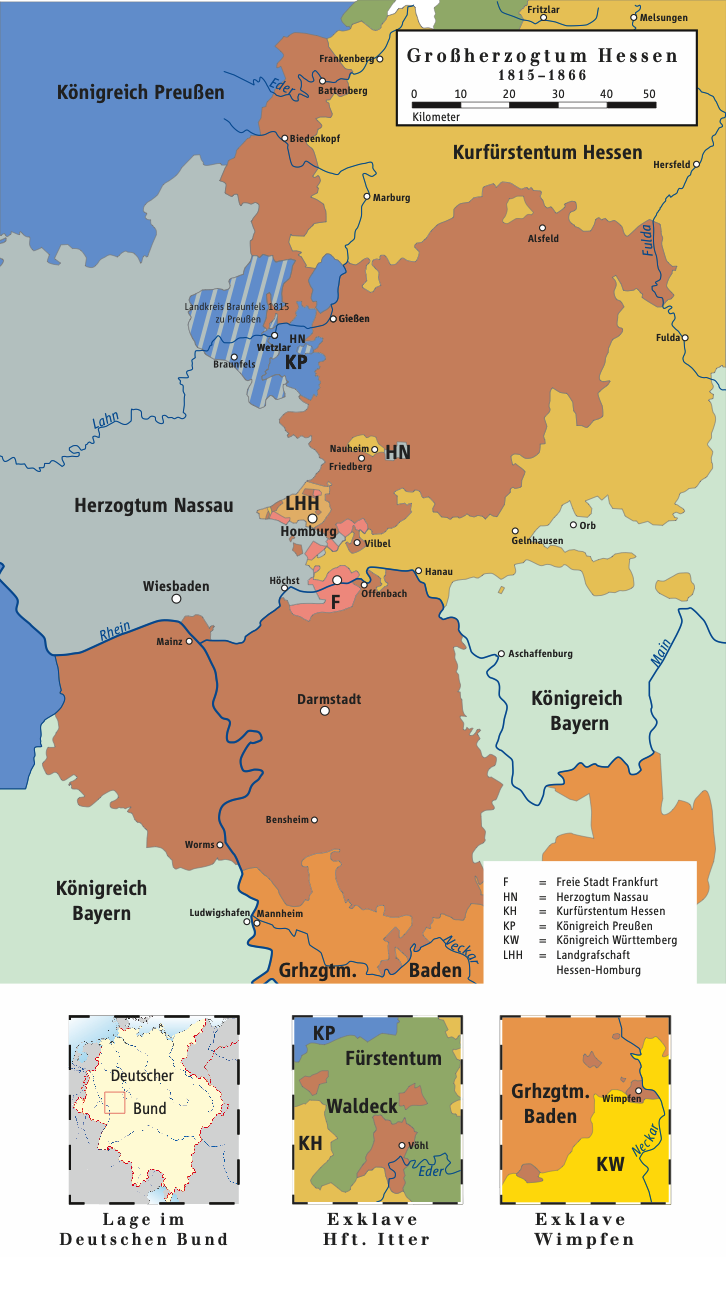
O grão-ducado de 1815 a 1866

Em 14 de agosto de 1806, o conde de Hesse-Darmstadt teve que fornecer contingentes militares à França e quando de sua união à Confederação do Reno, por ordem de Napoleão Bonaparte. Caso contrário, Napoleão ameaçou invadir o território. Ao mesmo tempo, o Estado saiu do Sacro Império Romano-Germânico.
Pelo artigo 47 do Congresso de Viena, o grão-ducado foi forçado a ceder uma quantidade considerável de território. O território do Ducado de Vestfália, que Hesse-Darmstadt recebeu em 1803 com a Mediatização Alemã, foi cedido para o Reino da Prússia. No entanto, ele recebeu alguns territórios na margem ocidental do Reno, incluindo a importante fortaleza em Mogúncia. Em 1815, o Hesse uniu-se à  Confederação Germânica.
Como resultado da revolução liberal de março de 1848, Heinrich von Gagern tornou-se primeiro-ministro do grão-ducado. Ele representava as regiões Hesse-Renânia no parlamento de Frankfurt.
Após a derrota na Guerra Austro-Prussiana de 1866  Hesse-Darmstadt teve de ceder o Condado de Hesse-Homburgo, que caiu apenas no início do ano, depois de sair da margem para o grão-ducado do tratado de 3 de setembro de 1866 para a Prússia, como o sertão de Hesse (estes incluíram o distrito de Biedenkopf, o Distrito de Vöhl , incluindo o exclaves Eimelrod e Höringhausen) bem como partes do distrito de Gießen.
Em contrapartida, o grão-ducado teria recebido mais territórios de Hesse: aldeia do extinto estado Spa, Offenbach am Main, o  Distrito de Katzenberg, a AMT Dorheim de Bad Nauheim, as aldeias Treis an der Lumda, Massenheim, Rupendorfe a única do Sul-Mainisch. Além disso, recebeu a Nassau Reichelsheim AMT.
Em 1867, a metade norte do grão-ducado tornou-se parte da Confederação Germânica do Norte, enquanto a metade do grão-ducado ao sul de Main (Starkemburgo e Hesse-Renânia) manteve-se fora. Em 1871, tornou-se um estado constituinte do Império alemão. O último grão-duque, Ernesto Luís (neto da rainha Vitória e o irmão, a czarina Alexandra Feodorovna), foi forçado a deixar seu trono no final da Primeira Guerra Mundial, e o estado foi rebatizado como "Estado Popular de Hesse" (Volksstaat Hessen).
A maioria do estado combinado em Frankfurt am Main, a área de Waldeck (província do Reno) e a antiga província prussiana de Hessen-Nassau foram unidas para formar o novo estado de Hesse, após a Segunda Guerra Mundial. Exceção foi o distrito de Montabaur de Hessen-Nassau, e essa parte de Hessen-Darmstadt na margem esquerda do Reno (Hesse-Renânia) tornou-se parte do estado da Renânia-Palatinado. Wimpfen - um enclave de Hessen-Darmstadt - tornou-se parte do distrito de Sinsheim, Baden-Württemberg.

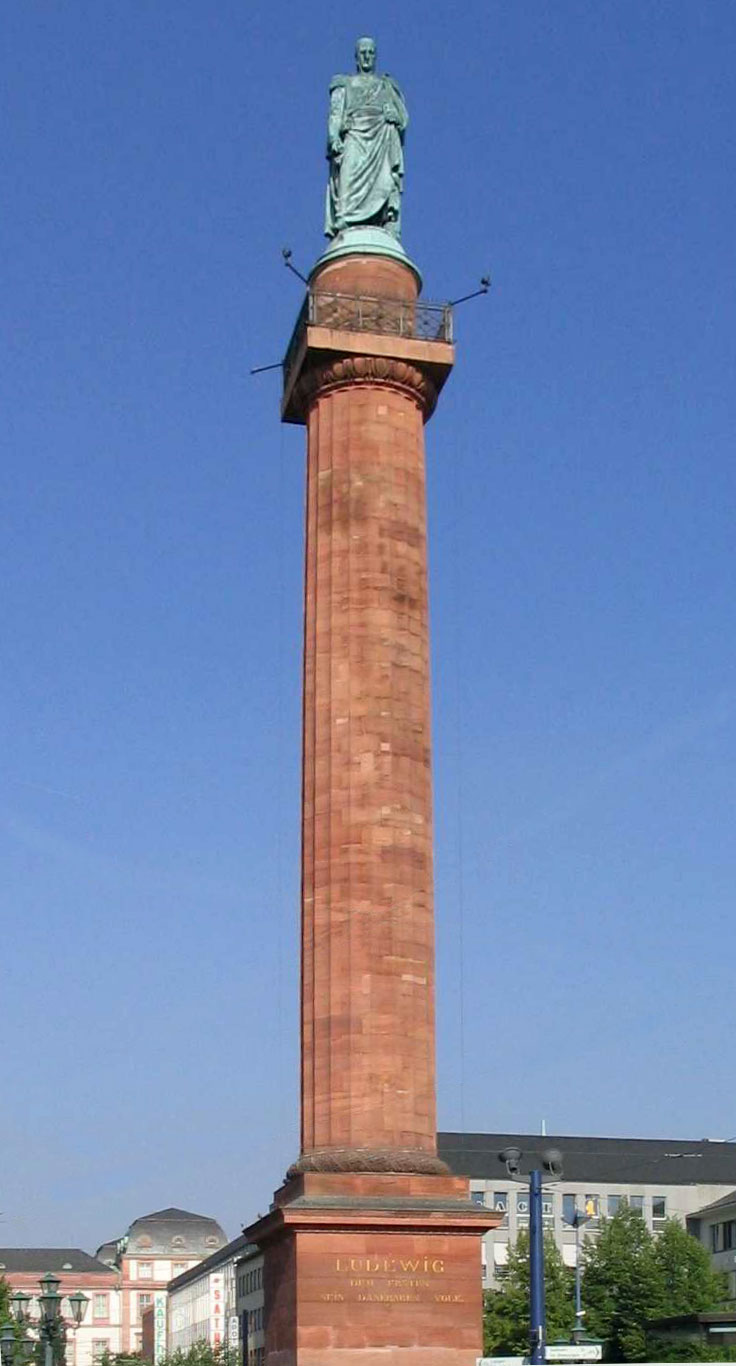
Monumento de Luís I em Darmstadt, Alemanha

## Constituição
Com a constituição do Grão-Ducado de Hesse introduzida em 17 de dezembro de 1820, o absolutismo acabou e foi introduzida uma monarquia constitucional sendo o primeiro monarca constitucional o grão-duque Luís I.  Mesmo assim a posição do grão-duque permaneceu forte.

## Poderes do Estado

### Poder executivo

#### Grão-Duque
O grão-duque era o chefe de estado, que realizou "todos os direitos da autoridade do Estado",  e sua pessoa era "sagrada e inviolável".  Ele acumulava também a função de chefe do executivo.
| Imagem | de                | até              | Grão-duque                                   |
| ------ | ----------------- | ---------------- | -------------------------------------------- |
|        | 14 de agosto 1806 | 6 de abril 1830  | Luís I (de 1790 até 1806 era o conde Luís X) |
|        | 6 de abril 1830   | 16 de junho 1848 | Luís II                                      |
|        | 16 de junho 1848  | 13 de junho 1877 | Luís III                                     |
|        | 13 junho 1877     | 13 de março 1892 | Luís IV                                      |
|        | 13 de março 1892  | novembro 1918    | Ernesto Luís                                 |

### Poder legislativo

#### Estados
O  parlamento regional do grão-ducado de Hesse de 1820 a 1918 (em alemão:Landstände des Großherzogtums Hessen) era bicameral.

##### Primeira seção
A primeira seção era a forma como a constituição denominava a câmara alta. E a câmara alta representava a nobreza e altos funcionários, além dos príncipes da família grão-ducal - o grão-duque como soberano não era um membro da primeira seção. Ela era principalmente de composição nobre, os chefes das famílias mediatizados, outrora ricas famílias. Eles perderam a sua soberania em 1806 com a formação da Confederação do Reno e deviam ser compensados por isso politicamente.
Além disso, foram representadas no grão-ducado os líderes das igrejas católica e protestante em exofficio. Para a Igreja Católica, o bispo de Mogúncia era um clérigo protestante. Membro do escritório também foi o chanceler da Universidade de Gießen. Esta representação do colégio assumiu a tradição do feudalismo. A universidade já foi representada no Sacro Império Romano-Germânico. Darüber hinaus konnte der Großherzog bis zu zehn Staatsbürgern aufgrund besonderer Verdienste einen Sitz in der Kammer verleihen.
Além disso, o grão-duque poderia dar um assento na câmara até dez cidadãos, com base nos méritos especiais. Pré-requisito para isso, para ocupar sua cadeira na câmara de primeira foi de 25 anos.

##### Segunda seção
A segunda secção era eleita e a lei eleitoral foi alterada várias vezes ao longo do tempo. E era composta por 50 membros eleitos :
- 6 membros pela nobreza;
- 10 membros nas cidades (2 para Darmstadt e Mogúncia, cada um dedicado a Gießen, Offenbach, Friedberg, Alsfeld, Worms e Bingen));
- 34 membros na terra restante.

Os membros eleitos tinham um mandato de seis anos. Durante este tempo, dois períodos de eleição do parlamento teve lugar. No entanto, o grão-duque poderia dissolver o parlamento, que tinha um novo resultado de eleição. Os assentos dos membros que se aposentasse (por não confirmação, morte ou renúncia) foram eram preenchidos novamente em eleições parciais . Estes regulamentos foram considerados (pelos anos da revolução para além de 1848-1852)-1875.
Era uma eleição indireta, através de duas fases. Agentes, estes eleitores e eles escolheram os membros eleitores do respectivo grupo.
Os representantes das cidades e o resto do país eram eleitos em um círculos eleitorais. Limitou-se a votação apenas dos homens. Na primeira fase (a escolha do agente), a quem vota na idade de 25 anos e um pagamento de imposto pelo menos 25 Gulden.
Na segunda fase autorizados não mais de 25 eleitores, que, (como também os próprios membros), votaram pelo menos 100 florins (nobre 300 florins) impostos pagos de direta.  Os eleitores tinham que ser maiores de 30 anos e pertencer ao "Controle Máximo Melhor dos 60" no respectivo círculo eleitoral.
Assim, a participação foi limitados nobres ricos e cidadãos de fato a um pequeno número. Também foram pagos sem dietas. O custo do exercício do mandato tiveram de ser transportadas pelos próprios membros. Assim, foi um destaques do Parlamento.
Em uma visão geral do século XIX,  isto consistiu o grão-ducado como um Estado de direito, uma tendência para a gentrificação e, nas últimas décadas de sua existência - surgiu no sistema eleitoral de forma censitário.

### Poder judiciário
No topo do poder judiciário do grão-ducado, o recurso superior Darmstadt foi inicialmente um tribunal do Condado de Hesse-Darmstadt. Este foi até 1879, quando entrou em vigor as leis do judiciário imperial, substituídas pelo Tribunal Regional Superior de Darmstadt.

## Símbolos do Estado

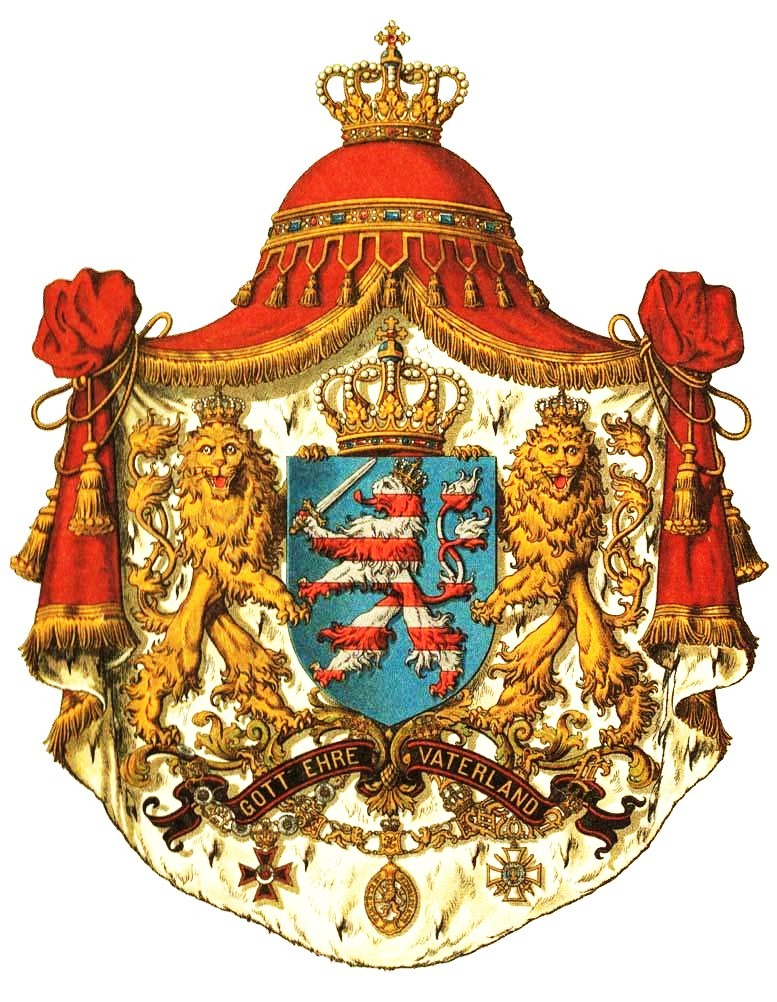
Pequeno brasão de armas do Grão-Ducado de Hesse

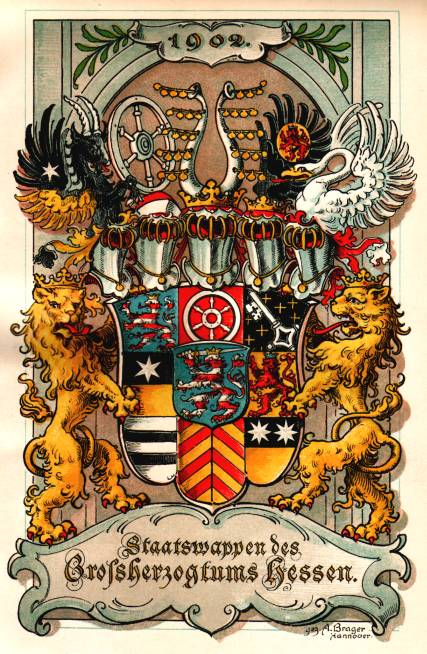
Grande brasão de armas do grão-ducado

O brasão introduzido em 1808 foi substituído pelo regulamento grão-ducal de 9 de dezembro de 1902. O escudo é dividido duas vezes. O sinal do coração mostra que uma espada armado Leão de Hesse. Por (heráldico) o direito, de cima para baixo e à esquerda da placa para os seguintes nove campos antigos senhorios, agora incorporados, são mostrados:
- Condado de Hesse
- Principado Imperial de Mogúncia
- Principado Imperial de Worms
- Condado de Ziegenhain
- Pequeno brasão de armas do Grão-Ducado de Hesse
- Condado de Katzenelnbogen
- Condado de Büdingen
- Condado de Hanau
- Condado de Nidda

O pequeno emblema nacional grão-ducal é constituído por um escudo conhecida como Seção 5, que também é apoiada por dois leões. Dos ornamentos de ouro pendurada seguinte ordem:
- A grã-ducal medalha Luís de Hesse com oito pontas, preto e ouro forrado rotbordierten cruz. Esta foi fundada a 25 agosto 1807 pelo grão-duque Luís de Hesse-Darmstadt.
- O prêmio da grande cruz estava em pessoas reais, e no título de "Excelência" limitado principais dignitários mais elevados. Além disso, o leão dourado do Grão-ducado de Hesse, ao norte pode ser visto.
- A grã-ducal medalha de Filipe de Hesse, no dia 1 º maio de 1840 foi criada pelo grão-duque Luís II de Hesse como "Ordem de Mérito de Filipe, o Magnânimo" doado em memória de um ancestral reinante entre 1509-1567. A ordem pode ser dada para premiar méritos excepcionais a pessoas civil e militar.
- A cabeça de todos tem blindagem vermelha é adornada com um colar de joias e usa uma coroa real.

## Hino nacional
O poema "Príncipe"  do Grão-Ducado de Hesse  foi o hino de Hesse. O texto tinha que ser ajustado como o nome nome do príncipe do momento.:
Salve nossos príncipes, Salve príncipes de Hesse, Salve

Ernesto Luís, salve!

Senhor Deus, nós te louvamos, Senhor Deus, nós vos pedimos:

Abençoe a

Ernesto Luís Salve!

## Subdivisões

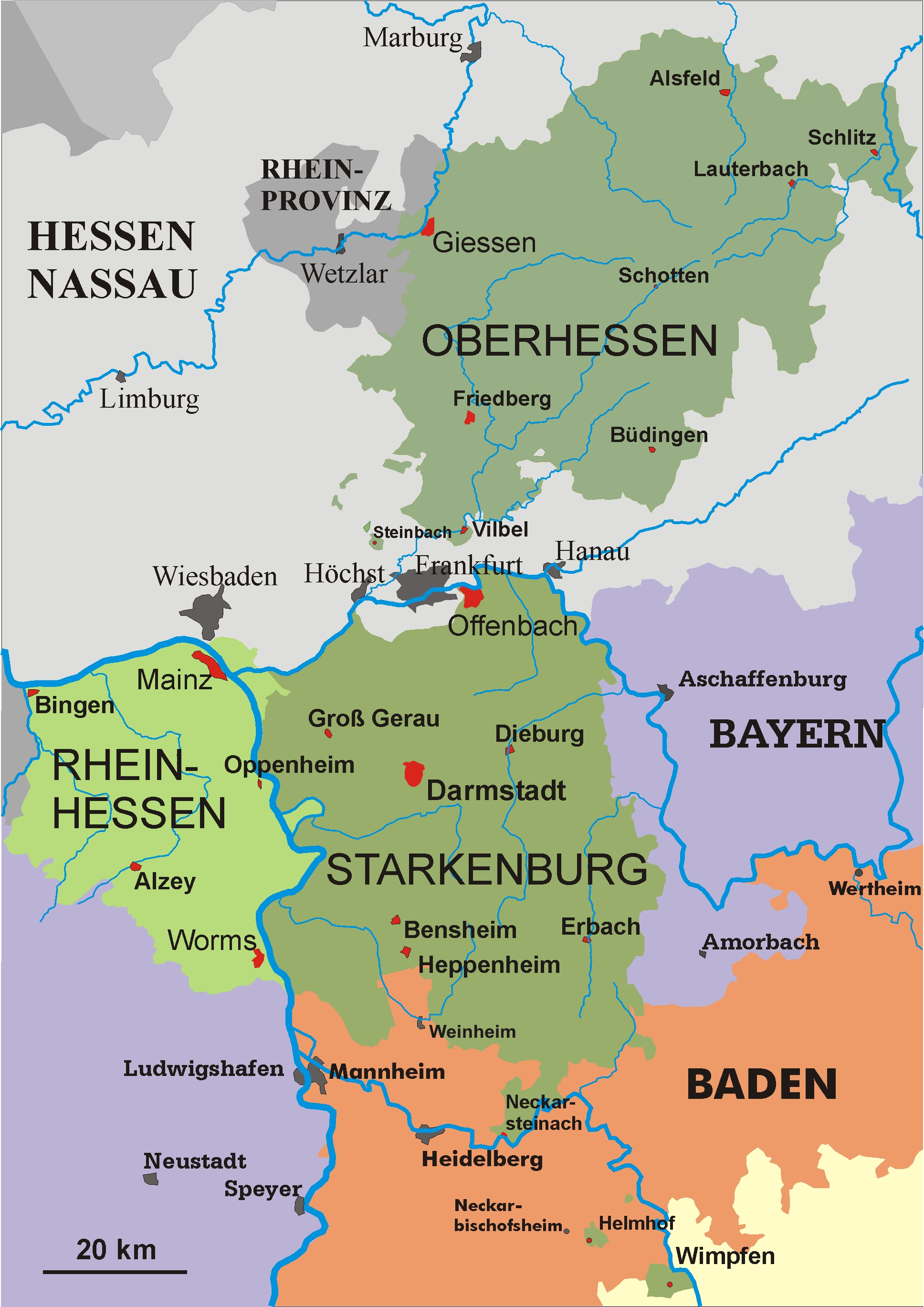
As três províncias do Grão-Ducado de Hesse: Upper Hesse, Starkenburg e Rhenish Hesse

O Grão-Ducado de Hesse estava dividido em três províncias:
- Starkemburgo: (capital: Darmstadt) margem direita do Reno, sul do Main
- Hesse-Renânia, (capital: Mogúncia) margem esquerda do Reno, território obtido no Congresso de Viena
- Oberhessen (capital: Giessen) Norte do rio Main, separado de Starkenburg pelo Cidade Livre de Frankfurt.

Entre 1803 e 1816 houve também uma província de Vestfália, Hesse (localizada em Arnsberg), que era então parte da Prússia.
As províncias do grão-ducado em 1832 foram divididas em distritos e municípios do distrito. Em 31 de julho 1848, as províncias, distritos e bairros distritais foram abolidas em favor do estabelecimento das 11 regiões administrativas Alsfeld, Biedenkopf, Darmstadt, Dieburg, Erbach, Friedberg, Giessen, Heppenheim, Mogúncia, Worms e Nidda. Esta reforma foi em 12 de maio 1852 invertida. A divisão anterior em províncias foi restaurada e agora tornou-se uma organização de âmbito nacional criada em 26 distritos:
| - Província de Oberhessen (Capital: Gießen) - Distrito de Alsfeld - Distrito Biedenkopf (até1866, danach preußisch) - Distrito Büdingen - Distrito Friedberg - Distrito Gießen - Distrito Grünberg (até 1874) - Distrito Lauterbach - Distrito Nidda (até 1874) - Distrito Schotten - Distrito Vilbel(até 1874) - Distrito Vöhl (até 1866, danach preußisch) | - Província de Hesse-Renânia (Capital:Mogúncia) - Distrito de Alzey - Distrito de Bingen - Distrito de Mogúncia - Distrito de Oppenheim - Distrito de Worms | - Província de Starkenburg (Capital:Darmstadt) - Distrito deBensheim - Distrito Darmstadt - Distrito de Dieburg - Distrito de Erbach - Distrito de Groß-Gerau - Distrito de Heppenheim - Distrito de Lindenfels (até1874) - Distrito de Neustadt ( 1874) - Distrito de Offenbach - Distrito de Wimpfen (até 1874) |

As três províncias inicialmente não tinham nenhuma conexão com cada área do país: Starkemburgo e Hesse-Renânia eram separadas pelo Reno. Entre as províncias do Alto Hesse e Starkemburgo era denominado de "território estrangeiro", inicialmente o Eleitorado de Hesse e da Cidade Livre de Frankfurt, a partir de 1866 da Prússia. A ligação por terra entre Starkemburgo e Hesse-Renânia foi o primeiro com o Hessian Ludwig Railway construído pela Ponte Sul em Mogúncia produzidos 1862 Segmentação nacional, influenciou o desenvolvimento econômico do Grão-Ducado.

## Economia

### Transportes
Devido à natureza desarticulada do Estado, ele não se desenvolveu sua própria estrada de ferro estatal, mas configurou projetos da ferrovia conjunta com seus Estados vizinhos, e estes eram as:
- Estrada de ferro do Main-Neckar com Frankfurt e Baden
- Estrada de ferro do Main-Weser com Frankfurt e Kurhessen
- Frankfurt-Offenbach comboios com a Cidade Livre de Frankfurt

Além disso, o estado incentivou outros projetos pela propriedade privada Hessian Ludwig Railway Company. Finalmente, em 1876, o estado fundou sua própria empresa, o Grão-Ducado de Hesse State Railways (em alemão: Großherzoglich Hessischen Staatseisenbahnen), que continuou a expandir a rede até que ela finalmente foi incorporada a Prússia-Hessian Railway Company em 1897.